# Justin Spring
Justin Edward Spring (Houston, 11 marzo 1984) è un ginnasta statunitense vincitore della medaglia di bronzo nel concorso a squadre a Pechino 2008.
È figlio dell'ex astronauta Sherwood Spring.

## Palmarès
- Giochi olimpici estivi

Pechino 2008: bronzo nel concorso a squadre.
- Campionati mondiali di ginnastica artistica

2007 - Rio de Janeiro: bronzo nel concorso a squadre.